# Crisfield
Crisfield – miasto w Stanach Zjednoczonych, w stanie Maryland, w hrabstwie Somerset.